# Jan II. Karel Pražma z Bílkova
Jan II. Karel Pražma z Bílkova (polsky Jan II Karol Praschma, 23. září 1757, Frýdek – 15. března 1822, Falkenberg) byl slezský šlechtic z hraběcího rodu Pražmů z Bílkova.

## Život

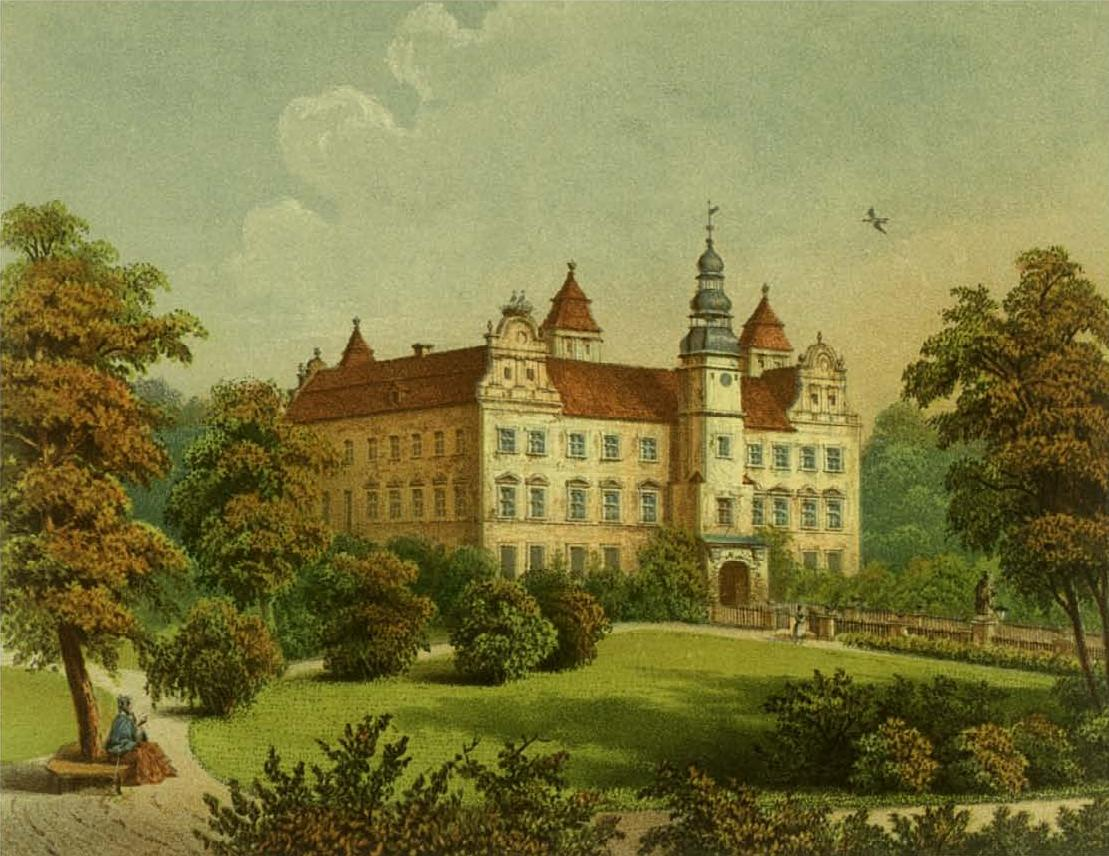
Zámek Falkenberg

Narodil se jako Jan Nepomuk II. Karel Josef Vincenc František Valentin Michal hrabě Pražma z Bílkova, osmé dítě ze čtrnácti dětí hraběte Jana I. Ferdinanada a jeho manželky Mariany ze Žerotína.
Na Vídeňské univerzitě získal právnické vzdělání.
Byl ženatý s hraběnkou Annou Marií ze Žerotína-Lilgenau (1761–1793), dcerou Ludvíka Antonína ze Žerotína a vnučkou Jana Ludvíka ze Žerotína. Měli spolu 3 potomky:
- Bedřich I. Pražma z Bílkova (30. prosince 1786, Niemodlin – 10. ledna 1860 tamtéž), po otcově smrti zdědil panství Niemodlin, manž. 1820 Marie Johana Schaffgotschová (16. září 1797, Vratislav – 13. listopadu 1867, Niemodlin)
- Ludvík Pražma z Bílkova (29. července 1790, Niemodlin – 18. srpna 1830, Vídeň), z otcova dědictví mu připadlo slezské panství Tulovice, I. manž. 1822 Tereza z Fünfkirchenu (27. dubna 1799, Vídeň – 20. listopadu 1824, Brno), II. manž. 1827 Vilemína Wurmbrand-Stuppach (24. června 1798 – 17. prosince 1854)
- Karolína (17. dubna 1791, Niemodlin – 2. dubna 1846, Vídeň), manž. 1808 Jiří Ludvík Esterházy z Galanty (21. července 1781, Vídeň – 27. dubna 1865, tamtéž)

V roce 1779 se na základě vůle Michala ze Žerotína, bratra své matky, ujal správy Falkenberského panství, Nemodlína a Tulovic.
Jan Karel byl velkým milovníkem literatury a hudby: shromáždil velkou knihovnu, pořádal divadelní představení a vydržoval dvorní kapelu.
V roce 1787 zahájil rekonstrukci zámku v Niemodlinu, práce zpočátku řídil drážďanský inženýr Steglich. V lesích u opolského Lipna, v areálu zámecké obory založil krajinářský park, jehož součástí byla v současnosti nejstarší botanická zahrada v Polsku, do které dovezl vzácné druhy rostlin. První stromy v botanické zahradě byly vysazeny v roce 1782 a minimálně jeden z nich, jalovec virginský, tam roste dodnes.
Jan II. Karel Pražma z Bílkova zemřel v roce 1822. Je pohřben v zámecké kapli v Niemodlinu.